# Luisa Carías
Luisa Marcela Carías – salwadorska zapaśniczka walcząca w stylu wolnym. Zajęła piętnaste miejsce na mistrzostwach świata w 2000. Brązowa medalistka mistrzostw panamerykańskich w 2001 roku.